# Hiki
De Hiki (日置川, Hikigawa) is een rivier van 77 km in Japan die gelegen is in de prefecturen Nara en Wakayama. De rivier wordt door de Japanse wet geclassificeerd als een rivier van tweede klasse. De rivier stroomt van de berg Senjo (千丈山, Senjō-zan, 1027 m) in Totsukawa en mondt uit in  Shirahama in de Grote Oceaan.

## Gemeenten waar de rivier passeert
- prefectuur  Nara
  - Totsukawa (district Yoshino)
- prefectuur Wakayama
  - Tanabe
  -  Shirahama

## Autowegen
Volgende wegen lopen voor een deel parallel met de rivier :
- Autoweg 371
- Prefecturale weg 37 (Hikigawa Oto-lijn)